# 843年
| 千纪： | 1千纪                                                                                           |
| 世纪： | 8世纪 \| 9世纪 \| 10世纪                                                                        |
| 年代： | 810年代 \| 820年代 \| 830年代 \| 840年代 \| 850年代 \| 860年代 \| 870年代                       |
| 年份： | 838年 \| 839年 \| 840年 \| 841年 \| 842年 \| 843年 \| 844年 \| 845年 \| 846年 \| 847年 \| 848年 |
| 纪年： | 癸亥年（猪年）；唐会昌三年；南诏天启四年；日本承和十年；渤海国咸和十三年                        |

## 大事记
- 論恐熱自稱吐蕃國相，以20萬軍隊攻鄯州節度使尚婢婢，遭4萬人埋伏而敗。
- 唐武宗和宰相李德裕派天德军使石雄击败回鹘，迎回太和公主，乌介可汗北逃。
- 凡爾登條約，查理曼帝國被一分為三。
- 東羅馬帝國攝政皇后提奧多拉頒布反對破壞聖像的尼西亞法規，是為聖像破壞運動之終結。
- 肯尼思一世建立蘇格蘭王國

## 逝世
- 贾岛--唐代诗人。